# راي هانسون
راي هانسون (بالإنجليزية: Ray Hanson)‏ هو مدرب كرة سلة وضابط أمريكي، ولد في 5 أكتوبر 1895 في Vasa, Minnesota ‏ في الولايات المتحدة، وتوفي في 4 يناير 1982 في ماكوم في الولايات المتحدة.